# Diesbachia
Diesbachia is een geslacht van Phasmatodea uit de familie Diapheromeridae. De wetenschappelijke naam van dit geslacht is voor het eerst geldig gepubliceerd in 1908 door Redtenbacher.

## Soorten
Het geslacht Diesbachia omvat de volgende soorten:
- Diesbachia chani Bragg, 2001
- Diesbachia hellotis (Westwood, 1859)
- Diesbachia rarospinosa Redtenbacher, 1908
- Diesbachia setosipes Redtenbacher, 1908
- Diesbachia sophiae Redtenbacher, 1908
- Diesbachia tamyris (Westwood, 1859)